# Межова верста
Межова верста́ — давня міра відстані, яка вживалась до прийняття метричної системи мір в Росії, Україні, Білорусі та Польщі. Одна межова верста дорівнює двум верстам, тисячі сажням чи 2133,6 метра (що відповідає 7000 англійським футам початку XX століття, які були трохи коротші від теперішніх).